# Папије Јерапољски
Свети Папије Јерапољски (грч. Παπίας Ἱεραπόλεως) био је ученик светих апостола и патролошки писац који је живео в. 60 – ц. 130. н.е.
Од њега имамо сведочанство о Јеванђељу Матејевом и Марковом, о четири Марије и браћи Господњој, као и један непотпуно сачуван спис: „Изјашњење Речи Господње“.
О Папији се врло мало зна осим онога што се може закључити из његових сопствених списа. Поликарпов ученик Иринеј (око 180.) описује га као „старог човека који је слушао Јована и сапутника Поликарпа“.
Упркос индикацијама да је Папијево дело још увек постојало у касном средњем веку, цео текст је сада изгубљен. Екстракти се, међутим, појављују у бројним другим списима, од којих неки цитирају број књиге.
Јевсевије додаје да је Папије био епископ Јерапољски око времена Игњатија Антиохијског.
Име Папија је било веома често у региону, што сугерише да је вероватно био родом из тог подручја.
Неколико савремених научника датира Папијево дело око 95–110. године.
Српска православна црква слави га 22. фебруара по црквеном, а 7. марта по грегоријанском календару.